# Station Wainfleet
Wainfleet is een spoorwegstation van National Rail in Wainfleet, East Lindsey in Engeland. Het station is eigendom van Network Rail en wordt beheerd door East Midlands Railway. 